# Nedladdningsbara innehållspaket till Fallout 3
Totalt lanserades fem stycken nedladdningsbara innehållspaket till Fallout 3, som är ett actionrollspel som släpptes internationellt i oktober 2008. Både Fallout 3 och de nedladdningsbara innehållspaketen är utvecklade av Bethesda Game Studios och utgivna av Bethesda Softworks till Microsoft Windows, Playstation 3 och Xbox 360. Det fem nedladdningsbara innehållspaketen lanserades mellan januari och augusti 2009 för Microsoft Windows och Xbox 360 samt mellan september och oktober 2009 för Playstation 3. I oktober 2009 släpptes en Game of the Year Edition av Fallout 3, som förutom spelet innehöll samtliga nedladdningsbara innehållspaket.

## Operation: Anchorage
Operation: Anchorage är den första nedladdningsbara expansionen till Fallout 3 och släpptes till Xbox Live och Games for Windows – Live den 27 januari 2009. I den får spelaren delta i en simulering av USA:s försök att ta tillbaka Alaska från det invaderande Kina. Operation Anchorage introducerade nya vapen, rustningar, samt achievements till spelet.

## The Pitt
The Pitt släpptes till Xbox Live och Games for Windows Live den 24 mars 2009. I den reser spelaren till The Pitt, en industristad driven av slavhandlare i Pittsburgh, Pennsylvanias ruiner. The Pitt introducerade nya vapen som The Autoaxe och fyra nya achievements.

## Broken Steel
Broken Steel släpptes till Xbox Live och Games for Windows Live den 5 maj 2009, och utspelas direkt efter händelserna i Fallout 3 i ett alternativt slut. Två veckor efter incidenten med Project Purity vaknar spelaren upp hos The Brotherhood of Steel och erbjuds hjälpa dem att utplåna de sista kvarvarande medlemmarna i The Enclave. Utöver att introducera ett antal nya vapen, rustningar och achievements höjde Broken Steel även spelets nivåtak från 20 till 30.

## Point Lookout
Point Lookout är den fjärde nedladdningsbara expansionen till Fallout 3 och släpptes den 23 juni 2009 till Xbox Live och Games for Windows Live. Expansionen utspelas i Point Lookout State Park, Maryland. Nya fiender, vapen, rustningar och achievements introducerades.

## Mothership Zeta
Mothership Zeta är den femte och sista nedladdningsbara expansionen till Fallout 3 och släpptes den 3 augusti 2009 till Games for Windows Live och Xbox Live. I den strålas spelaren upp till ett rymdskepp efter att ha sökt upp ursprunget till ett par mystiska radiomeddelanden. Nya vapen och rustningar introducerades.